# Liuboml
Liuboml (tiếng Ukraina: Лю́бомль) là một thành phố của Ukraina. Thành phố này thuộc tỉnh Volyn. Thành phố này có diện tích ? km2, dân số theo điều tra dân số năm 2001 là 10395 người.